# Kuusisaari (Narken)
Kuusisaari is een onbewoond eiland in de Zweedse Kalixälven. Het eiland heeft geen oeververbinding. Het meet ongeveer 18 hectare. Het ligt ten zuidoosten van Narken. Het eiland blokkeert de rivier; aan beide zijden van het eiland zijn stroomversnellingen (koski’s).